# 14. март
14. март (14.03) је 73. дан у години по грегоријанском календару (74. у преступној години). До краја године има још 292 дана.

## Догађаји
- 1489 — Краљица Кипра Катарина Корнаро је абдицирала и уступила краљевину Млетачкој републици.
- 1558 — Немачки краљ Фердинанд I је узео титулу цара Светог римског царства без уобичајеног папиног крунисања.
- 1864 — Енглески истраживач Самјуел Бејкер је открио други извор реке Нил у источној Африци и назвао га Албертово језеро.
- 1883 — У Београду обављен први телефонски разговор у Кнежевини Србији.
- 1891 — Подморница "Монарх" поставила телефонски кабл испод Ламанша, припремајући прву телефонску везу Велике Британије с копном.
- 1910 — Трагачи за нафтом су пробушили рупу у налазишту са нафтом под притиском у округу Керн у Калифорнији, изазвавши највеће случајно изливање нафте у историји.
- 1915 — Британска морнарица је пронашла и потопила немачку лаку крстарицу СМС Дрезден у бици код Мас де Тијере.
- 1932 — Амерички индустријалац Џорџ Истман, један од пионира фотографије и филма, оснивач компаније "Кодак", извршио самоубиство.
- 1938 — Стрељан руски револуционар Николај Бухарин. Један од водећих идеолога бољшевика, проглашен кривим за контрареволуционарне активности и шпијунажу на монтираном процесу и осуђен на смрт.
- 1943 — Нацисти су у Другом светском рату завршили са ликвидацијом Краковског гетоа.
- 1945 — Британско ратно ваздухопловство на железнички вијадукт у немачком граду Билефелд је први пут избацило најтежу бомбу у Другом светском рату, "Велики Слем", тешку 9 тона.
- 1964 — Џек Руби, проглашен је кривим за убиство Харија Ли Освалда (убице председника Кенедија) и осуђен на смрт.
- 1976 — Египат је поништио уговор о пријатељству и сарадњи склопљен са Совјетским Савезом.
- 1978 — Израелска војска је напала и окупирала југ Либана у операцији Литани.
- 1979 — Најмање 200 људи погинуло у паду авиона типа "Трајдент" на једну фабрику близу Пекинга.
- 1980 — У авионској несрећи у Варшави погинуло 87 особа, међу њима 14 чланова америчког боксерског тима.
- 1983 — Чланице Организације земаља произвођача нафте сагласиле се, први пут од оснивања организације, 1960, да смање цене нафте за 15%.
- 1991 — "Бирмингемска шесторка", шест Ираца погрешно оптужених да су 1974. подметнули експлозије у пабове у енглеском граду Бирмингем, је ослобођена после 16 година у затвору.
- 1995 — Астронаут Норман Тагард постао први Американац који је полетео у космос руском ракетом, лансираном са космодрома у Бајконуру у Казахстану.
- 2002 — Представници Србије, Црне Горе, Југославије и Европске уније у Београду потписали Споразум о преуређењу односа Србије и Црне Горе.
- 2003 — Председник САД Џорџ Буш продужио санкције Ираку уведене 1995, којима се грађанима и компанијама САД забрањује да улажу у развој нафтне индустрије у Ираку. Буш истовремено Пакистану укинуо санкције, на снази од војног пуча у тој земљи, 1999.
- 2006 — Није изабран представник Србије и Црне Горе на такмичењу за Песму Евровизије, саопштио УЈРТ.

## Рођења
- 1776 — Евстахија Арсић, српска књижевница. (прем. 1843)[1]
- 1804 — Јохан Штраус Старији, аустријски композитор. (прем. 1849)[2]
- 1820 — Виторио Емануеле II Савојски, краљ уједињене Италије. (прем. 1878)[3]
- 1879 — Алберт Ајнштајн, немачки теоријски физичар. (прем. 1955)[4]
- 1905 — Ремон Арон, француски филозоф и социолог. (прем. 1983)[5]
- 1908 — Коча Поповић, српски књижевник, филозоф, песник, војник и друштвено-политички радник. (прем. 1992)[6]
- 1916 — Светозар Бркић, српски песник, приповедач, есејиста, преводилац и професор. (прем. 1993)[7]
- 1922 — Воја Царић, српски песник, писац, уредник и антологичар. (прем. 1992)[8]
- 1932 — Мирослав Антић, српски песник, новинар, сценариста, драматург, редитељ и сликар. (прем. 1986)[9][10]
- 1933 — Мајкл Кејн, енглески глумац, продуцент и писац.[4]
- 1933   — Квинси Џоунс, амерички музички продуцент, текстописац, композитор, аранжер, филмски и телевизијски продуцент. (прем. 2024)
- 1941 — Волфганг Петерсен, немачки редитељ, сценариста и продуцент. (прем. 2022)
- 1943 — Коле Ангеловски, македонски глумац, редитељ и сценариста.[11]
- 1946 — Вес Анселд, амерички кошаркаш и кошаркашки тренер. (прем. 2020)[12]
- 1948 — Мирко Бабић, српски глумац. (прем. 2020)[13]
- 1948 — Били Кристал, амерички глумац, комичар, писац, редитељ, продуцент и сценариста.[4]
- 1949 — Славенко Терзић, српски историчар.[14]
- 1955 — Данијел Бертони, аргентински фудбалер.[15]
- 1965 — Кевин Вилијамсон, амерички сценариста, продуцент, глумац и редитељ.[16]
- 1969 — Лари Џонсон, амерички кошаркаш.[17]
- 1972 — Стеван Плетикосић, српски стрелац.[18]
- 1973 — Предраг Пажин, бугарско-српски фудбалер и фудбалски тренер.[19]
- 1974 — Грејс Парк, канадска глумица.[20]
- 1979 — Никола Анелка, француски фудбалер.[21]
- 1982 — Капри Кавани, канадска порнографска глумица.[22]
- 1982 — Благота Секулић, црногорски кошаркаш.[23]
- 1983 — Кристапс Јаниченокс, летонски кошаркаш.[24]
- 1985 — Ева Анџелина, америчка порнографска глумица.[25]
- 1985 — Стивен Марковић, аустралијско-српски кошаркаш.[26]
- 1985 — Алексеј Нешовић, босанскохерцеговачки кошаркаш.[27]
- 1986 — Џејми Бел, енглески глумац.
- 1988 — Саша Греј, америчка порнографска глумица.[28]
- 1988 — Стефен Кари, амерички кошаркаш.[29]
- 1990 — Џо Ален, велшки фудбалер.[30]
- 1991 — Емир Бекрић, српски атлетичар.[31]
- 1994 — Ансел Елгорт, амерички глумац, певач и ди-џеј.[32]
- 1995 — Сања Мандић, српска кошаркашица.[33]
- 1997 — Симон Бајлс, америчка гимнастичарка.[34]

## Смрти
- 840 — Ајнхард, франачки књижевник (рођ. 775)[35]
- 1883 — Карл Маркс, немачки филозоф и економист (рођ. 1818)[36]
- 1953 — Клемент Готвалд, председник Чехословачке. (рођ. 1896)[37]
- 1986 — Михаило Вукдраговић, српски композитор, диригент и музички критичар. (рођ. 1900)[38]
- 1995 — Вилијам Алфред Фаулер, амерички физичар, добитник Нобелове награде за физику. (рођ. 1911)[39]
- 1997 — Фред Цинеман, амерички филмски режисер. (рођ. 1907)[40]
- 1999 — Лудмила Фрајт, српска композиторка чешког порекла. (рођ. 1919)[41]
- 2011 — Горан Гвардиол, академски сликар. (рођ. 1948)
- 2014 — Гашо Кнежевић, српски професор права и министар просвете. (рођ. 1953)[42]
- 2018 — Стивен Хокинг, енглески теоретски физичар. (рођ. 1942)[43]
- 2021 — Алберт Андијев, руски добровољац у рату на Косову и Метохији (рођ. 1970)[44]

## Празници и дани сећања
- Српска православна црква прославља:
  - Преподобномученицу Евдокију
  - Преподобног Агапија
  - Свету мученицу Антонину